# Histoire de Cuba pendant la Seconde Guerre mondiale

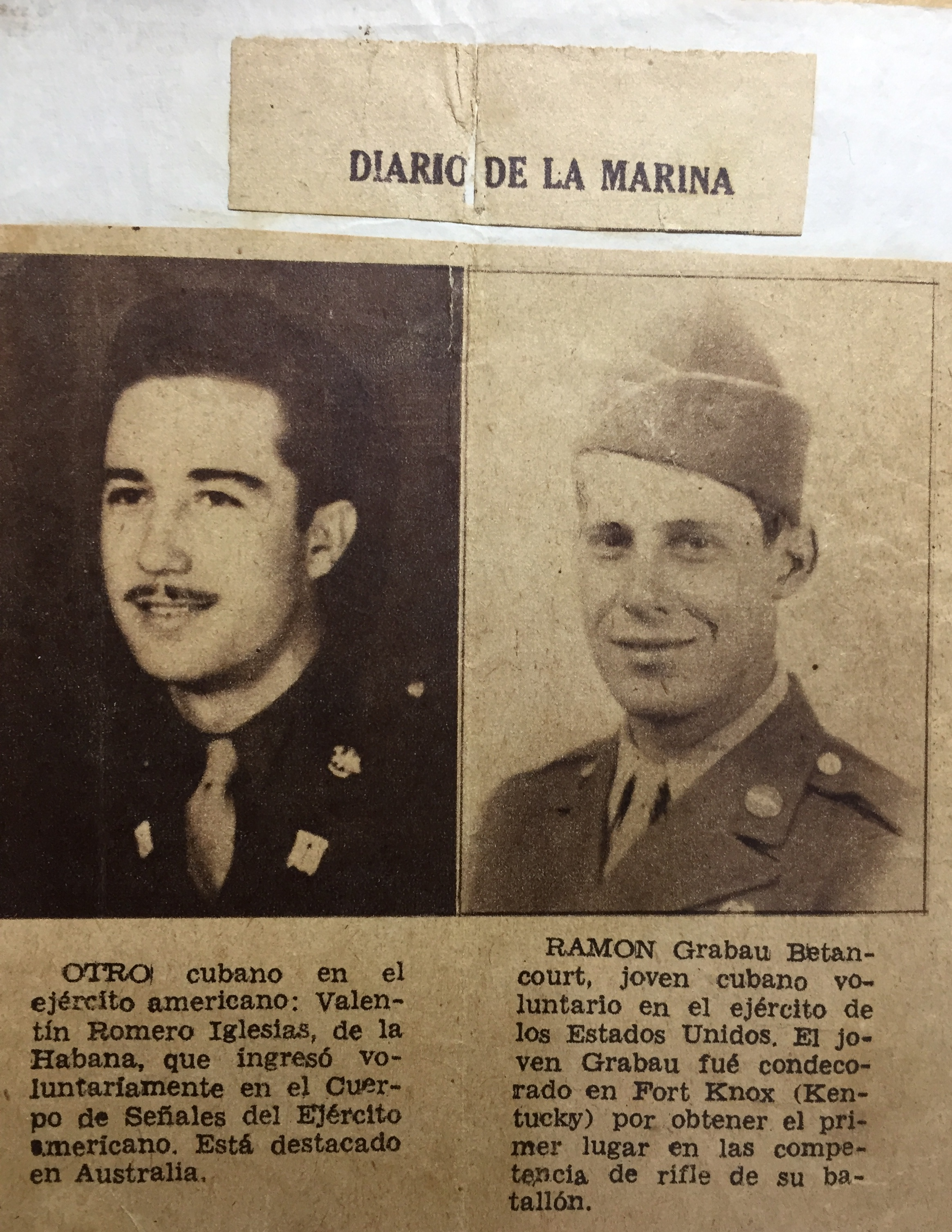
Soldats cubano-américains.

L'histoire de Cuba pendant la Seconde Guerre mondiale débute en 1939. En raison de la position géographique de Cuba à l'entrée du golfe du Mexique, du rôle de La Havane en tant que principal port commercial des Antilles et des ressources naturelles du pays, Cuba a été un acteur important du théâtre américain de la Seconde Guerre mondiale et c'était l'un des plus grands bénéficiaires du programme de prêt-bail des États-Unis. Cuba a déclaré la guerre aux puissances de l'Axe en décembre 1941 ce qui en fait l'un des premiers pays d'Amérique latine à entrer dans le conflit. À la fin de la guerre en 1945, l'armée cubaine avait acquis la réputation d'être la nation caribéenne la plus efficace et la plus coopérative,,.

## Brú et Batista
Federico Laredo Brú était le président cubain lorsque la guerre a éclaté. Sa seule crise importante liée à la guerre avant de quitter ses fonctions en 1940 était l'affaire du MS Saint Louis. Le MS St. Louis était un paquebot allemand qui transportait plus de 900 réfugiés juifs d'Allemagne à Cuba. À son arrivée à La Havane le 27 mai, le gouvernement cubain refusa le débarquement des réfugiés ne disposant ni permis ni visas appropriés. Contraint de quitter le port de La Havane le 2 juin 1939, le capitaine fait cingler le paquebot vers l'Amérique du Nord, qui essuya deux nouveau refus des États-Unis et du Canada. Le navire fut contraint de déposer les passagers en Europe, après un voyage à travers l'Atlantique. Certains débarquèrent en Grande-Bretagne, mais la plupart seront déposés en Belgique et en France, bientôt envahies par les forces allemandes l'année suivante. En fin de compte, en raison du refus répété d'accueillir les réfugiés, beaucoup d'entre eux furent faits prisonniers par les Allemands et assassinés dans des camps de concentration.
Après les élections cubaines de 1940, Brú fut remplacé par « l'homme fort et chef » de l'armée cubaine, Fulgencio Batista. Au début, les États-Unis étaient préoccupés par ses intentions quant à savoir s'il alignerait son pays sur l'Axe ou les Alliés. Peu de temps après le début de sa présidence, Batista légalisa une organisation pro-fasciste liée à Francisco Franco et à son régime en Espagne, mais la peur de toute sympathie nazie envers lui fut dissipée lorsqu'il envoya aux Britanniques une grande quantité de sucre en cadeau. Plus tard, la peur d'une éventuelle sympathie pour Franco fut également dissipée lorsqu'il suggéra aux États-Unis de lancer une invasion conjointe américano-latino-américaine de l'Espagne pour renverser Franco et son régime, mais le plan ne se concrétisera pas.
Le soutien de Batista à la cause alliée fut confirmé en février 1941, lorsqu'il ordonna à tous les fonctionnaires consulaires allemands et italiens de quitter son pays. Cuba est entrée en guerre le 9 décembre 1941 en déclarant la guerre au Japon, qui avait lancé une attaque dévastatrice contre la base navale américaine de Pearl Harbor, à Hawaï, deux jours plus tôt. Cuba déclara la guerre à l'Allemagne et à l'Italie le 11 décembre 1941 et, à la demande des Américains, rompit ses relations avec le régime de Vichy le 10 novembre 1942.

## Contribution à la bataille des Caraïbes
Selon le contre-amiral Samuel Eliot Morison, l'armée cubaine a été « la plus coopérative et la plus utile de tous les États des Caraïbes » pendant la guerre et sa marine a été « petite mais efficace » dans sa lutte contre les sous-marins allemands. Lors de la déclaration de guerre de Cuba contre les puissances de l'Axe, Batista signa un accord avec les États-Unis qui autorisait le pays à construire des aérodromes à Cuba pour la protection des côtes des Caraïbes, tout en signant également un pacte de défense mutuelle avec le Mexique contre les sous-marins ennemis dans le golfe du Mexique. Parmi les nouvelles bases américaines figuraient la base aérienne de San Antonio près de San Antonio de los Baños et la base aérienne de San Julián, à Pinar del Rio, toutes deux construites en 1942 et remises à l'armée cubaine après la fin de la guerre. Les États-Unis ont également fourni à Cuba des avions militaires modernes, indispensables à la défense côtière et aux opérations anti-sous-marines, et ont rééquipé leur marine de nouvelles armes conventionnelles et d’autres équipements modernes,,.
Pendant la Seconde Guerre mondiale, la marine cubaine escorta des centaines de navires alliés à travers les eaux hostiles, parcourut près de 400 000 milles en convoi et en patrouille, vola plus de 83 000 heures en convoi et patrouille, et sauva plus de 200 victimes des U-boote en pleine mer, le tous sans perdre un seul navire de guerre ou un seul avion dans leurs actions. Cependant, même si l'armée cubaine fut félicitée pour sa conduite, des rumeurs persistèrent tout au long de la guerre selon lesquelles les Allemands exploitaient de petites bases cachées dans des criques le long de la côte cubaine, qui étaient utilisées pour ravitailler les U-boote. Néanmoins, les rumeurs étaient injustifiées et le manque de telles bases dans les Caraïbes obligea les Allemands à développer des sous-marins de ravitaillement, le sous-marin allemand de type XIV, surnommé « vaches laitières », pour la logistique,.

### Attaques contre des navires cubains
Cuba a perdu six navires marchands pendant la guerre et la marine cubaine a été crédité du naufrage d'un sous-marin allemand. Les quatre premiers navires marchands coulés étaient le Manzanillo, un paquebot de 1 025 tonnes, le Santiago de Cuba de 1 685 tonnes, le Mambi de 1 983 tonnes et le Libertad de 5 441 tonnes. Le Manzanillo fut coulé avec le Santiago de Cuba le 12 août 1942 par l'U-508. Les deux navires naviguaient dans le convoi spécial 12 lorsqu'ils furent attaqués au large des Keys, en Floride. Au total, 33 marins ont été tués dans ce qui devint l'attaque la plus meurtrière contre la marine marchande cubaine pendant la guerre, et 30 autres ont survécu,,,.
L'engagement suivant eut lieu le 13 mai 1943, lorsque l'U-176 coula le Mambi. Il faisait partie du convoi NC-18, naviguant à six milles au large de Manati, quand celui-ci fut touché par une seule torpille, la coulant rapidement, tuant 23 hommes, dont cinq gardes armés de la marine américaine des États-Unis, qui équipaient son artillerie navale ; 11 autres ont survécu, dont le capitaine du navire et l'un des gardes armés. Le navire américain SS Nickeliner de 2 249 tonnes fut également coulé lors de la même attaque après avoir été visé par deux torpilles. La première explosion de torpilles souleva la proue du navire hors de l'eau et jeta une colonne d'eau et des flammes à environ 100 pieds dans les airs. Le second endommagea les réservoirs d'eau ammoniacale que le navire transportait. Miraculeusement, l'équipage, qui comprenait sept gardes armés, mit à l'eau les canots de sauvetage sans déplorer un mort. Les marins furent secourus par un chasseur de sous-marins cubains lors du naufrage de leur navire et débarqués à Nuevitas,,.
Le Libertad était le plus grand navire marchand cubain coulé pendant la guerre. Le matin du 4 décembre 1943, le navire de 5 441 tonnes naviguait à environ 75 miles au sud-ouest du cap Hatteras, en Caroline du Nord, avec le convoi KN-280 (naviguant de Key West à New York), lorsque l'U-129 attaqua. Lançant quatre torpilles, le submersible allemand toucha le Libertad à deux reprises du côté bâbord, qui coula rapidement. L'équipage n'a pas eu le temps d'envoyer des signaux de détresse et abaissait toujours des radeaux de sauvetage lorsque l'eau a atteint le pont du navire : 25 hommes ont été tués et 11 autres secourus par la marine américaine après avoir passé plusieurs heures à la dérive.
Les deux derniers navires marchands cubains ont été coulés en février 1944, apparemment sans déplorer un mort. Au total, Cuba a perdu 10 296 tonnes de navires pendant la guerre, ainsi qu'environ 80 hommes, en comptant les pertes des gardes armés américains. Aujourd'hui, un monument subsiste sur l'Avenida del Puerto de La Havane en hommage aux personnes décédées dans les attaques.

### Le naufrage de l'U-176

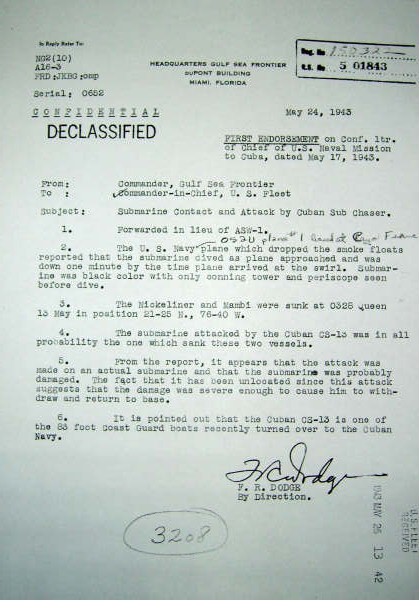
Un rapport déclassifié de la marine américaine sur le naufrage de l'U-176.

Le seul U-boot coulé par la marine cubaine était le U-176, le sous-marin qui avait coulé les Mambi et Nickeliner cubains. Le 15 mai 1943, un escadron de chasseurs de sous-marins cubains, formé par les CS-11, CS-12 et CS-13 faisant partie d'un lot de dix patrouilleurs en bois de 83 pieds transféré par la garde côtière des États-Unis en mars 1943, navigua d'Isabela de Sagua vers La Havane en escortant le navire hondurien Wanks, et le navire cubain Camagüey, tous deux chargés de sucre. Les équipages des navires marchands, ainsi que ceux des navires de guerre, étaient en état d'alerte. Juste avant leur départ, un avertissement avait été reçu selon lequel un sous-marin en surface avait été détecté au large de la côte nord de Matanzas,.
Les navires naviguaient en lignes distantes de 460 mètres. Le Camagüey était sur le flanc le plus proche de la côte. L'escorte navigua à une distance de 690 à 910 mètres. Le CS-12 était devant, suivi du CS-11 avec le chef d'escadron à bord et, finalement, le CS-13 était à l'arrière. À 17 h 15, alors que le convoi était au large de Cayo Megano, un hydravion Kingfisher américain est apparu dans le ciel en provenance du nord-est. L'avion a piqué du nez et, volant à basse altitude, a fait deux cercles, se balançant et allumant et éteignant son moteur. Selon un code établi, ces manœuvres étaient utilisées pour annoncer la présence d'un U-boot allemand à bord et pour marquer sa position exacte. Le Kingfisher a ensuite largué un flotteur fumigène.
Après avoir largué le flotteur, le chef d'escadron cubain ordonna au commandant du CS-13 (l'enseigne Mario Ramirez Delgado) d'explorer la zone signalée par l'avion. Le CS-13 navigua rapidement vers la zone, où le sonar du patrouilleur localisa un contact clair et précis à 820 mètres. Le matelot aux commandes du sonar, Norberto Collado Abreu, fut collé à l'équipement, sans manquer un son. L'attaque débuta alors : trois charges sous-marines, prêtes à exploser à 100, 150 et 250 pieds, furent larguées de la poupe, conformément à la vitesse calculée du sous-marin.
Quatre explosions ont été clairement détectées. La quatrième explosion fut si forte que la poupe du navire cubain fut submergée, l'eau entrant par l'écoutille de la salle des machines. À l'époque, les hydrophones signalèrent un son semblable à un bouillonnement de liquide provenant d'un conteneur immergé soudainement ouvert, indiquant ainsi que le U-boot avait été touché. Pour achever le sous-marin, le patrouilleur lança deux autres charges de profondeur, qui devaient exploser à 250 pieds. Quelques minutes plus tard, une tache sombre fut observée à la surface de l'eau. Une giclée d'une substance noire et visqueuse, sentant l'essence, remonta des profondeurs. Bien qu'il y ait peu de doute que le U-boot ait été coulé, Delgado a reçu l'ordre de prélever un échantillon d'eau de mer des tâches à la surface afin de confirmer leur succès. Cependant, ce n'est qu'après la guerre, lorsque les Alliés saisirent les registres navals de l'Allemagne, que la preuve du naufrage de l'U-176 fut formellement identifiée. Selon les documents saisis, le submersible était sous le commandement du Kapitänleutnant Reiner Dierksen (en), qui avait coulé onze navires ennemis au cours de sa carrière avant de lui-même sombrer corps et biens.
L'exploration de la zone de combat avec l'équipement hydroacoustique se poursuivit peu de temps après l'engagement, mais aucun son ne fut détecté. Le CS-13 rejoignit alors à nouveau le convoi en poursuivant sa traversée. À son arrivée à La Havane et après avoir personnellement informé le chef de la marine, Delgado s'est entretenu au téléphone avec le président Batista, lui ordonnant de garder le silence sur l'action passée. Selon Delgado, pour une raison inconnue, le naufrage de l'U-176 est resté un secret pour le public cubain tout au long de la guerre. En 1946, Delgado reçut finalement l'Ordre du service naval méritoire avec insigne rouge. En outre, Samuel Eliot Morison a reconnu son succès dans son ouvrage History of United States Naval Operations in World War II, dans lequel il a également loué la capacité et l'efficacité de la marine cubaine.
Samuel Eliot Morison a écrit ce qui suit à propos de l'engagement :

« ...Le patrouilleur CS-13, commandé par Sargent Santiago Rodriguez Savilla, se tourna vers le gaz, établit un bon contact grâce au sonar et lança deux attaques succinctes avec des charges profondeurs annihilant l'U-176. Ce fut la seule attaque à succès contre un sous-marin menée par une unité de surface plus petite qu'un escorteur de type PCE de 55 mètres ; ainsi, le naufrage est considéré à raison comme une grande fierté par la petite mais efficace marine cubaine. »

## Affaire Lüning
L'activité d'espionnage allemande à Cuba était mineure, malgré l'importance du pays pour l'effort de guerre allié, et fut éliminée par le contre-espionnage allié avant qu'elle ne puisse réellement commencer. Peu de temps après le début de la guerre, les Allemands ont commencé à exploiter un réseau de communication clandestin en Amérique du Sud pour collecter des informations secrètes et les faire sortir en toute sécurité de la région vers l'Europe occupée par l'Allemagne. Pour Cuba, l'Abwehr envoya un homme à La Havane, Heinz Lüning, avec l'ordre de créer une radio secrète puis de transmettre les informations recueillies à des agents en Amérique du Sud, avant d'être ensuite envoyées directement en Allemagne,.
Selon l'auteur Thomas Schoonover, le plan aurait pu fonctionner, mais Lüning était un espion incompétent qui ne maîtrisait pas les bases mêmes de l'espionnage. Par exemple, il ne pût jamais faire fonctionner correctement sa radio, ne comprenait pas comment utiliser l'encre secrète qui lui avait été fournie et manquait des boîtes de dépôt. Cependant, après son arrestation prématurée en août 1942, des responsables alliés, dont le président Batista, le général Manuel Benítez, J. Edgar Hoover et Nelson Rockefeller, ont tenté d'établir un lien entre Lüning et les sous-marins allemands opérant dans les Caraïbes en affirmant qu'il était en contact avec eux par radio, pour fournir au public une explication de leurs échecs lors de la première campagne des U-boot. Les responsables alliés ont élevé l'importance de Lüning à celle d'un « maître espion », mais rien ne prouve qu'il ait jamais rencontré ne serait-ce qu'un seul renseignement important pendant son séjour à Cuba. Lüning fut reconnu coupable d'espionnage et exécuté à Cuba en novembre 1942, étant le seul espion allemand condamné à mort en Amérique latine pendant la guerre,.

## Les patrouilles d'Hemingway
Ernest Hemingway vivait chez lui, à Finca Vigía (Cuba) lorsque la guerre éclata. Sa première contribution à l'effort de guerre allié sans quitter l'île fut d'organiser sa propre force de contre-espionnage pour extirper tous les espions de l'Axe opérant à La Havane. L'appelant son « usine Crook », l'unité d'Hemingway se composait de 18 hommes, dont beaucoup avec lesquels il avait travaillé cinq ans auparavant pendant la guerre civile espagnole. L'effort fut infructueux, cependant, et Hemingway se tourna rapidement vers la lutte contre les sous-marins allemands opérant dans la mer des Caraïbes.
Trois semaines à peine après avoir reçu la permission de l'ambassadeur Spruille Braden de former la "Crook Factory", Hemingway demanda à Braden la permission d'armer son bateau de pêche, le Pilar, pour mener des patrouilles contre les U-boote au large de la côte cubaine. Étonnamment, il reçut l'autorisation de Baden, et procéda à l'armement de son navire et de son équipage avec des mitrailleuses, des bazookas et des grenades à main. Le plan de Hemingway était similaire à celui de l'idée du Q-ship : il naviguait dans ce qui semblait être une embarcation de plaisance inoffensive, invitant les Allemands à faire surface et à monter à bord, avant d'être éliminés par l'équipe d'arraisonnement à coups de mitrailleuses. L'U-boot serait quant à lui engagé avec les bazookas et les grenades.
Les patrouilles d'Hemingway contre les sous-marins allemands se sont avérées tout aussi infructueuses que l'opération de contre-espionnage. Au fil des mois, et comme aucun U-boot n'apparaissait, les patrouilles du Pilar se sont transformées en voyages de pêche et les grenades ont été jetées à la mer en tant que « drunken sport » lors des soirées arrosés. Après avoir ajouté ses fils Patrick et Gregory à l'équipage, Hemingway reconnut que son entreprise de chasse aux sous-marins s'était "transformée en mascarade", tout en l'admettant jamais franchement. Des années plus tard, l'officier de marine cubain Mario Ramirez Delgado, qui coula l'U-176, déclara qu'Hemingway était « un playboy qui chassait les sous-marins au large des côtes cubaines comme un caprice». 